# Solidarity Forever

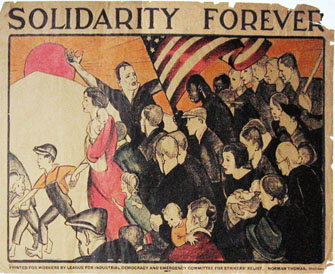
Poster

Solidarity Forever ist ein amerikanisches Arbeiterlied. Es wurde 1915 von Ralph Chaplin nach der Melodie von John Brown’s Body geschrieben. Obwohl es für die Industrial Workers of the World (IWW) geschrieben wurde, haben andere Gewerkschaftsbewegungen wie die AFL-CIO das Stück übernommen. Es wird immer noch häufig bei Gewerkschaftsversammlungen und Kundgebungen in den Vereinigten Staaten, Australien und Kanada gesungen und wurde auch auf Konferenzen der Australian Labour Party und der Canadian New Democratic Party dargeboten.

## Entstehung
Ralph Chaplin begann 1913 mit dem Text zu Solidarity Forever, während er den Paint-Creek/Cabin-Creek-Streik von 1912 im Kanawha County in West Virginia erlebte. Er vollendete das Stück am 15. Januar 1915 in Chicago. Chaplin war ein engagiertes Mitglied der Industrial Workers of the World. Er arbeitete als Autor für Solidarity, dem offiziellen IWW-Magazin im Osten der Vereinigten Staaten, und als Karikaturist für die Organisation. Der Song wurde von Musikern wie Utah Phillips, Pete Seeger, Leonard Cohen gespielt und von Emcee Lynx und The Nightwatchman überarbeitet. Das Stück wurde in mehrere andere Sprachen übersetzt, darunter Französisch, Deutsch, Polnisch, Spanisch, Swahili und Jiddisch und ist im Film Pride aus dem Jahr 2014 zu hören.

## Text

### Englisch
When the union's inspiration through the workers' blood shall run,
There can be no power greater anywhere beneath the sun;
Yet what force on earth is weaker than the feeble strength of one,
But the union makes us strong.
Chorus:
Solidarity forever,
Solidarity forever,
Solidarity forever,
For the union makes us strong.
Is there aught we hold in common with the greedy parasite,
Who would lash us into serfdom and would crush us with his might?
Is there anything left to us but to organize and fight?
For the union makes us strong.
Chorus
It is we who plowed the prairies; built the cities where they trade;
Dug the mines and built the workshops, endless miles of railroad laid;
Now we stand outcast and starving midst the wonders we have made;
But the union makes us strong.
Chorus
All the world that's owned by idle drones is ours and ours alone.
We have laid the wide foundations; built it skyward stone by stone.
It is ours, not to slave in, but to master and to own.
While the union makes us strong.
Chorus
They have taken untold millions that they never toiled to earn,
But without our brain and muscle not a single wheel can turn.
We can break their haughty power, gain our freedom when we learn
That the union makes us strong.
Chorus
In our hands is placed a power greater than their hoarded gold,
Greater than the might of armies, multiplied a thousand-fold.
We can bring to birth a new world from the ashes of the old
For the union makes us strong.

### Deutsch
Solidarität für immer
Solidarität für immer
Solidarität für immer
Nur gemeinsam sind wir stark
Wenn der Einheits-Gedanke
Durch das Arbeiter-Blut fließt
Dann ist da keine Macht auf Erden
Die größer ist als sie
Alleine bist du schwach & hilflos
Gemeinsam sind wir stark
Ja ! Nur gemeinsam sind wir stark
Solidarität für immer
Solidarität für immer
Solidarität für immer
Nur gemeinsam sind wir stark
Haben wir denn irgendwas gemein
Mit den gierigen Parasiten
Wer würd' uns in die Leibeigenschaft peitschen
Uns mit seiner Macht besiegen ...
Da müssen wir zusammen stehen
Für unsere Sache kämpfen
Denn nur gemeinsam sind wir stark
Solidarität für immer
Solidarität für immer
Solidarität für immer
Nur gemeinsam sind wir stark
Wir bauen doch die Straßen
& die Autos die drauf fahren
Die Städte, die Fabriken
Die Schiffe & die Eisenbahn
Wir schuften jeden Tag dafür
Dass alles funktioniert
Nur gemeinsam sind wir stark
Solidarität für immer
Solidarität für immer
Solidarität für immer
Nur gemeinsam sind wir stark
Die Welt, die faulen Drohnen gehört
Ist unsre & unsre allein
Wir legten die Fundamente
& bauten sie Stein auf Stein
Ja diese Welt ist unser
Wir wollen keinem hörig sein
Nur gemeinsam sind wir stark
Solidarität für immer
Solidarität für immer
Solidarität für immer
Nur gemeinsam sind wir stark
Sie sind unendlich reich geworden
Ohne dafür zu schuften
Doch alle Räder ständen still
Ohne unsere Gehirne & Muskeln
Wir können ihre hochmütige Macht brechen
Unsere Freiheit gewinnen, wenn wir einsehen
Nur gemeinsam sind wir stark
Solidarität für immer
Solidarität für immer
Solidarität für immer
Nur gemeinsam sind wir stark
In unseren Händen da ist eine Macht
Größer als ihr gehortetes Geld
Größer als die Macht der Armeen
Da ist die größte Macht der Welt
Wir können eine neue Welt aufbauen
Aus der Asche dieser alten
Nur gemeinsam sind wir stark
Solidarität für immer
Solidarität für immer
Solidarität für immer
Nur gemeinsam sind wir stark